# Деомидова, Глафира Владимировна
Глафира Владимировна Деомидова (15 октября 1929, Берхов-хутор, Тамбовская область — 12 мая 2017) — советская и российская оперная певица (сопрано). Выступала в Большом театре с 1956 по 1977 год. Заслуженная артистка РСФСР (1976).

## Биография
Окончила Киевскую консерваторию в 1954 году.
В 1954—1956 годах — солистка Свердловского театра оперы и балета.
В 1956—1977 годах выступала в Большом театре.
Известна по исполнению роли Бьянки в премьере Зденека Халабалы по произведению Виссариона Шебалина «Укрощение строптивой» и по исполнению роли Ольги в «Повести о настоящем человеке» в единственной постановке Марка Эрмлера в 1961 году.
Умерла 12 мая 2017 года. Похоронена на Родниковском кладбище Раменского городского округа Московской области